# منتخب الولايات المتحدة تحت 21 سنة لكرة الطائرة للرجال
منتخب الولايات المتحدة تحت 21 سنة لكرة الطائرة للرجال (بالإنجليزية: United States men's national under-21 volleyball team)‏ هو ممثل الولايات المتحدة الرسمي في المنافسات الدولية في كرة طائرة في فئة كرة الطائرة للرجال تحت 21 سنة .